# Tongkonan

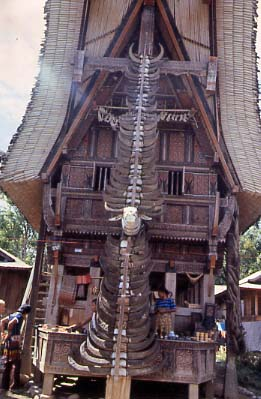
Ein Tongkonan mit Dekorationen an der Wand

Tongkonan ist das traditionelle Ahnenhaus, rumah adat (indonesisch: traditionelles Haus) der Toraja, einem Volk auf der Insel Sulawesi, Indonesien. Tongkonans haben ein aus mehreren Bambusschichten bestehendes Dach in einer schiffsähnlichen Form. Wie für Indonesiens austronesische traditionelle Architektur typisch, werden Tongkonans auf Holzpfählen errichtet. Traditionell haben bei den Toraja nur die Adligen das Recht, Tongkonans zu bauen. Einfache Leute leben in kleineren und weniger aufwendigen Banua genannten Häusern.

## Hintergrund
Wie viele indonesische ethnische Gruppen, waren die Toraja Kopfjäger, und es kam häufig zu Überfällen auf benachbarte Dörfer. Dörfer wurden deshalb strategisch auf Hügelkuppen angelegt und stark befestigt. Erst die niederländischen Kolonialisten befriedeten die Toraja und brachten sie dazu, ihre Dörfer auch in den Tälern zu bauen. Heute sind die Toraja mehrheitlich Christen, pflegen aber die alten animistischen Rituale ihrer traditionellen Religion teilweise weiter. Die Toraja unterteilen sich in verschiedene geographische Gruppen; die beiden wichtigsten sind Mamasa, um das isolierte Tal Kalumpang zentriert, und Sa'dan in Tana Toraja.

## Etymologie und Geschichte
Das Wort „Tongkonan“ leitet sich aus dem Toraja-Wort tongkon („sitzen“) ab und bezeichnet den Platz, an dem die Familie sich trifft.
Einem Toraja-Mythos zufolge wurde der erste Tongkonan im Himmel auf vier Pfählen gebaut, mit einem Dach aus indischem Stoff. Als der erste Vorfahre der Toraja auf die Erde hinabstieg, imitierte er dieses erste Haus und hielt eine große Zeremonie ab. Nach einer anderen Legende wurden die Toraja bei ihrer Ankunft mit Booten aus dem Norden von einem heftigen Sturm überrascht und ihre Boote so stark beschädigt, dass sie sie als Dächer für ihre neuen Häuser verwendeten.

## Bauweise

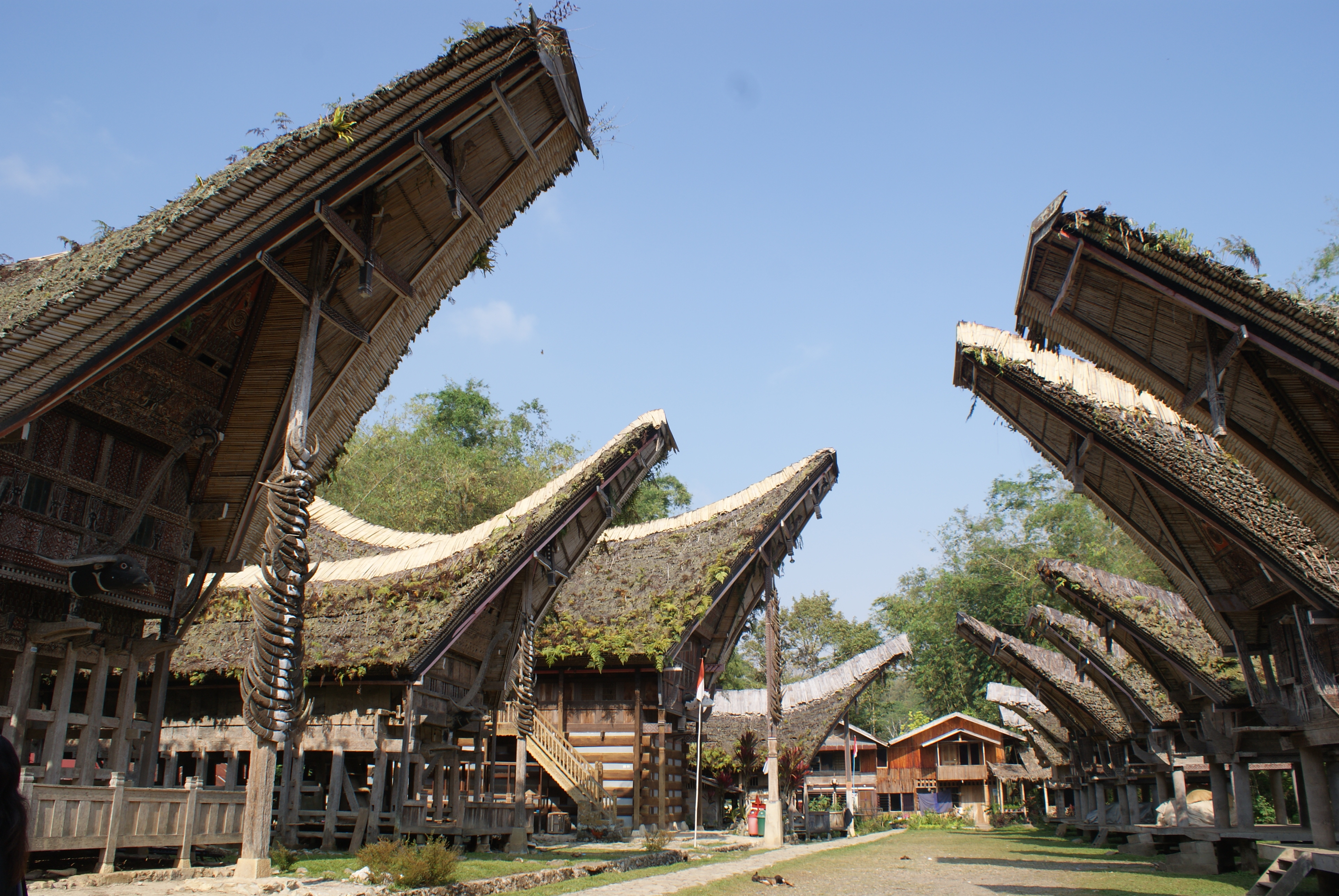
Tongkonans in einem Toraja-Dorf

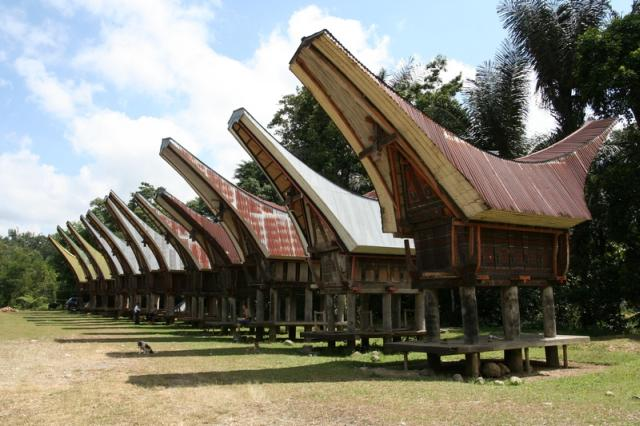
Reisspeicher (Alang)

Tongkonans sind traditionell in Nord-Süd-Richtung ausgerichtet. Dominiert wird die gesamte Struktur vom überdimensionalen Satteldach mit nach oben geschwungenen Giebeln. Der Innenraum ist im Vergleich zur überwältigenden Dachstruktur klein. Die Innenräume sind in der Regel eng und dunkel mit wenigen Fenstern, aber das tägliche Leben spielt sich außerhalb der Häuser ab, der Innenraum dient nur zum Schlafen, Lagern von Gütern, Treffen und gelegentlichen Schutz.
Der Bau eines Tongkonan ist eine aufwendige Arbeit und wird in der Regel mit Hilfe der gesamten Großfamilie unternommen.
Für den Bau eines großen Tongkonan kann ein Zehn-Mann-Team über drei Monate brauchen und einen weiteren Monat um die Verzierungen zu schnitzen und die Außenwände zu bemalen. Für die Dauer der Bauphase wird ein Bambus-Gerüst errichtet. Traditionell werden Nut-Feder-Holzverbindungen benutzt, ohne Nägel zu verwenden. Eine Reihe von Komponenten wird vorgefertigt und erst in situ zusammengesetzt. Obwohl auf einer Blockhaus-Unterkonstruktion gebaut, werden die horizontalen Balken der Tongkonans auf große vertikale Holzpfähle mit in ihre Enden geschnittenen Zapfenverbindungen gesetzt. Der Rest der Unterstruktur wird an Ort und Stelle zusammengesetzt. Holzbretter bilden die Böden. Die oft verzierte Seitentäfelung wird dann an den horizontalen Hauptbalken angebracht. Die charakteristisch geschwungene Dachform wird durch eine Reihe von vertikalen Holmen zur Unterstützung der nach oben abgewinkelten Balken erzielt. Das Dach wird geformt, indem Bambusstäben mit Rattan in Schichten zusammengesetzt werden und in Längsrichtung an die Sparren gebunden werden. Heutzutage werden zunehmend Wellblechbahnen statt Bambus für das Dach und Nägel genutzt.
In größeren Toraja-Dörfern in Sa'dan werden Häuser in einer Reihe nebeneinander angeordnet, wobei ihre Dächer in Nord-Süd-Ausrichtung mit dem vorderen Giebel nach Norden angelegt sind. Gegenüber jedem Haus liegt der Reisspeicher der Familie, alang genannt, die ebenfalls auf Holzpfählen stehen, aber kleiner als die Tongkonans sind. Die Reisspeicher sind ein Symbol für das Familienvermögen. Zusammen bilden die Reisspeicher eine zweite parallele Reihe. Die Häuser der Toraja in Mamasa sind jedoch auf die Richtung des Flusses orientiert mit ihren Reisspeichern senkrecht zum Haus ausgerichtet.
Die Tongkonan bei Ke'te Kesu' sind angeblich 500 Jahre alt; zu alt, als dass sich ein Toraja darauf berufen könnte, ein direkter Nachkommen des Gründers zu sein. Die Gebäude selbst werden jedoch ständig gewartet und erneuert, das Alter bezieht also mehr auf die Länge der Zeit, für die der Platz genutzt wurde.

## Soziale und kulturelle Bedeutung

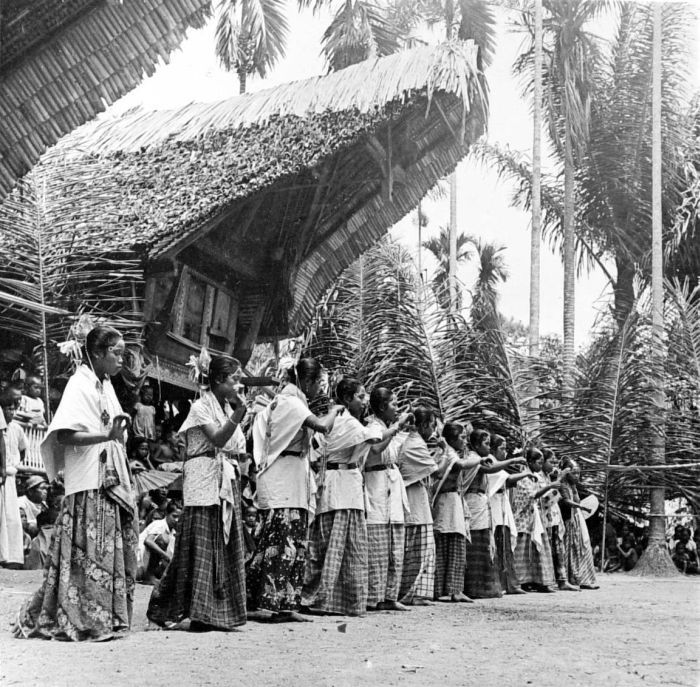
Tänzer vor Tongkonans bei einer Toraja-Beerdigung

Gemeinsam ist Torajas aller Religionen die kulturelle Zentralität der Tongkonans als Stammhäuser. Die Häuser sind der Mittelpunkt der Identität und Tradition der Familie, die die Nachkommen der Gründungsvorfahren darstellen. Kis Jovak et al. (1988) beschreibt die Tongkonans nicht einfach als ein Haus, sondern ein Symbol des Mikrokosmos der Toraja.
Wegen der Bedeutung der Ahnen für die Identität, ist es durch die Tongkonan, dass Torajas sich selbst als verwandt mit Eltern, Großeltern und entfernteren Verwandten betrachten. Torajans gehören zu mehr als einem Haus, da Abstammung bilateral definieren, also sowohl durch die männlichen und weiblichen Linie. Nach der Heirat wohnen Männer bei den Toraja üblicherweise in den Häusern der Familien ihrer Ehefrauen. Im Falle einer Scheidung wird das Haus als Besitz der Frau gesehen, obwohl der Mann mit dem Reisspeicher entschädigt werden kann, den er abbauen und woanders wieder zusammensetzen kann. Ein Tongkonan wird jedoch nie entfernt, zum Teil wegen der großen Anzahl von Plazentas, die nach der Geburt eines Kindes auf der Ostseite des Hauses vergraben werden (Der Osten wird mit dem Leben verbunden).
Der Tongkonan wird traditionell als Nabel des Universums und ein Miniatur-Kosmos gesehen, und in manchen Regionen ist es der Treffpunkt der Nord-Süd- und Ost-West-Achsen. Es ist nach Norden ausgerichtet, auf den „Kopf des Himmels“, wo Puang Matua residiert. Die Reisspeicher (Alang) gegenüber sind nach Süden ausgerichtet. In einigen Regionen wird das Haus über eine Tür am nördlichen Ende der Ostwand betreten, und in anderen über eine Tür am westlichen Ende der Nordwand. Ein Tongkonan ist vertikal in drei Ebenen unterteilt: Der Dachboden, wo die Familienerbstücke aufbewahrt werden, der Wohnbereich und der Raum unter dem Fußboden, wo das Vieh gehalten wird. Dies spiegelt die Einteilung des Kosmos in die Oberwelt, die Mittelwelt und die Unterwelt wider.
Es gibt drei Arten von Tongkonan die entsprechend ihrer Funktion in der Gesellschaft klassifiziert sind. Den Tongkonan layuk (Großer Tongkonan) oder Tongkonan Pesio' Aluk (Aluk-Ausübender) ist das ursprüngliche Stammhaus. Der Tongkonan layuk ist der Sitz einer Verwandtschaftsgruppe, die ihre Abstammung auf ein einziges Gründungspaar zurückführt. Es ist das Haus der höchsten Autorität und es das Zentrum der Regierung. Das Wort Tongkonan bedeutet in der Sprache der Toraja Ort zum Sitzen. Hier versammeln sich die Menschen, um Angelegenheiten von Bedeutung für die Gemeinschaft zu besprechen.
Der zweite Typ ist der Tongkonan pekamberan oder Tongkonan pekaindoran, der den Familienmitgliedern und Nachkommen des Gründers gehört. Es ist ihre Pflicht, die lokalen Traditionen (adat) durchzuführen. Der letzte Typ ist der Tongkonan batu, der gewöhnlichen Familienmitgliedern gehört. Traditionell konnte nur der Adel große Tongkonans bauen und die mit ihnen verbundenen aufwendigen Zeremonien durchführen.
Gewöhnliche Häuser, Banua genannt, sind kleiner, weniger verzierte Häuser, durch die Abstammung der Familien aber genauso zurückverfolgt werden kann. Die Bewohner sind Familien von geringerem sozialen Status. Nachdem mehrere Generationen der gleichen Abstammungslinie in ihnen gelebt haben und geeignete Riten durchgeführt wurden, können die Häuser in Tongkonans umgewandelt werden, aber aufgrund der hohen Kosten passiert dies nur selten. Die ehemalige Exklusivität des Tongkonans nimmt ab, da viele nicht-adelige Torajas heute Beschäftigung in anderen Teilen Indonesiens finden und Gelder zurück zu ihren Familien überweisen, so dass ihnen der Bau von größeren Tongkonans möglich wird.

## Ornamente

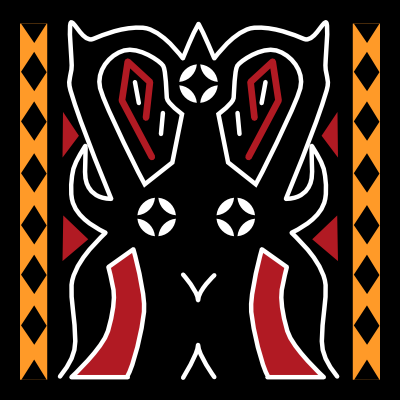
pa'tedong (Büffel) steht für Wohlstand und rituelles Opfer

Giebel und Außenwände der Tongkonans sind oft mit rot, schwarz und gelb gefärbtem Holz dekoriert, in das Muster geschnitzt wird. Die Toraja-Gesellschaft ist jedoch sehr hierarchisch und traditionell dürfen nur die Adeligen ihre Häuser mit Schnitzereien schmücken. Um soziale und religiöse Vorstellungen auszudrücken fertigen Torajas Holzschnitzereien an, die sie Pa'ssura (oder „das Schreiben“) nennen. Holzschnitzereien sind daher kulturelle Manifestationen der Toraja.
Die meisten Schnitzereien auf Tongkonans stellen Wohlstand und Fruchtbarkeit dar, wobei die individuellen Designs zeigen was für die jeweilige Familie wichtig ist. Einige Muster stellen auch den sozialen Status der Familie, die mit dem Tongkonan verbunden ist, dar. Andere Häuser haben keine Schnitzereien oder Malerei, ihre Oberflächen sind einfach nackte verwitterten Hölzern.
Jedes Schnitzereimotiv hat einen besonderen Namen, gebräuchliche Motive sind Tiere und Pflanzen, die eine gewisse Tugend symbolisieren. Zum Beispiel Wasserpflanzen und Tiere wie z. B. Krabben, Kaulquappen und Wasserpest sind häufig zu finden und symbolisieren die Fruchtbarkeit. In einigen Gebieten behaupten die Ältesten des Adelsstandes, dass diese Symbole sich auf Stärke der Adelsfamilie beziehen. Die Bedeutung mancher geschnitzter Motive an Häusern bleibt jedoch umstritten, und der Tourismus hat diese Debatten noch komplizierter gemacht, da einige Torajas meinen, eine einheitliche Erklärung für die Touristen präsentieren zu müssen. Das Bild oben zeigt einen Wasserbüffel und steht für Reichtum und den Wunsch viele Büffel für die Familie zu haben.

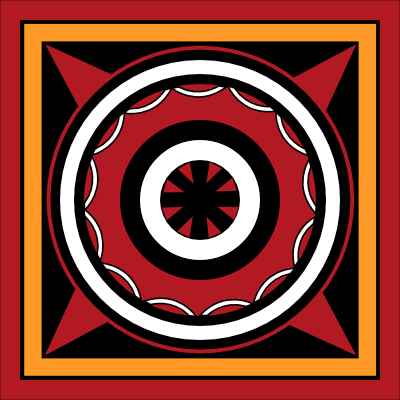
pa'barre allo
(die Sonne und ihre Strahlen)

Kreismotive stellen die Sonne dar, das Symbol der Macht. Goldene Kris ('Dolch')-Motive symbolisieren Reichtum. Auch Wasser ist ein gemeinsames Thema im Design und steht für das Leben, Fruchtbarkeit und fruchtbare Reisfelder. Hähne sind in den Farben rot, weiß, gelb und schwarz vertreten; Diese Farben repräsentieren die indigene Religion der Toraja Aluk Um Dolo (Der Weg der Ahnen). Schwarz symbolisiert Tod und Finsternis, gelb Gottes Segen und Kraft, weiß ist die Farbe des Fleisches und der Knochen und ein Symbol für Reinheit und rot, die Farbe des Blutes, ist Symbol für das menschliche Leben. Die Pigmente werden aus natürlichen Stoffen gewonnen, schwarz aus Ruß, weiß aus Kalk; rot und gelb aus Erdfarben und tuak (Palmwein) wird verwendet, um die Farben zu verstärken.
Viele der Motive sind identisch mit denen auf Dong-Son-Pauken. Als eine weitere Quelle der Motive wird der Hinduismus-Buddhismus angenommen; besonders die quadratischen Kreuz-Motive können von Tüchern aus Indien kopiert worden sein. Christliche Toraja verwenden auch das Kreuz als Symbol ihres Glaubens. Die Zahlung der Künstler für die Verzierung erfolgt traditionell in Büffeln.
Regelmäßigkeit und Ordnung sind Merkmale in Toraja-Holzschnitzereien, ebenso wie Abstraktion und geometrische Muster. Die Natur wird häufig als Basis der Verzierungen verwendet, denn die Natur ist voll von Abstraktionen und Geometrien mit Regelmäßigkeiten und Ordnung. Die Muster der Toraja-Holzschnitzereien wurden in der Ethnomathematik untersucht, um ihre mathematische Struktur zu offenbaren, jedoch basiert die Kunst der Torajas nur auf Näherungen. Um ein Ornament zu erstellen, werden Bambus-Stöcke als geometrisches Werkzeug benutzt.
Büffelhörner werden in vertikaler Anordnung am Frontgiebel aufgehängt und sind ein Zeichen von Prestige. Ihre Anzahl zeigt den Reichtum des Haushalts. Weiterhin wird ein Büffelkopf aus lackiertem Holz und Büffelmist gemacht, aber mit echten Hörnern an der Fassade angebracht.

## Tongkonan heute
Obwohl bei den Torajas wegen seiner rituellen Bedeutung immer noch in großem Ansehen verlieren die Tongkonans, die wie viele indonesische traditionelle Bauformen, einen kleinen, dunklen und rauchigen Innenraum haben, als Wohnstätte unter zeitgenössischen Torajas an Beliebtheit. Stattdessen entscheiden sich viele Dorfbewohner, in einem ebenerdigen 'Pan-indonesisch'-Stil-Haus zu wohnen. Auch der geräumigere, hellere und besser belüftete Bugis-Haustyp wird zunehmend angenommen. Ein Ansatz mehr in Einklang mit der Tradition ist es, dem Tongkonan ein weiteres Stockwerk hinzufügen. Auch wenn viele im Dorf neben den Tongkonans moderne Wohnhäuser errichten, bleibt jedoch die rituelle Bedeutung des Tongkonan erhalten, auch wenn er nicht mehr als Wohnstätte genutzt wird.
Die Tongkonans sind heute ein wichtiger Teil der touristischen Vermarktung Torajas, ihre Einzigartigkeit zieht genug Leute aus dem Ausland an, um Tana Toraja einem von Indonesiens bedeutendsten Zielen für internationale Touristen zu machen. Heute da der Tourismus die reich geschnitzten Tongkonans zum Symbol der Volksgruppe der Toraja gemacht hat, werden die Tongkonans mit ihren geschnitzten geometrischen Mustern als Symbole der ethnischen Identität der Toraja allgemein und nicht nur als Symbole der Identität der Toraja-Elite gesehen.